# Noémie Lvovsky
Noémie Lvovsky (Paris, 14 de dezembro de 1964) é uma atriz francesa.